# Pro Alps
Pro Alps (vormals Alpen-Initiative) ist ein Schweizer Verein, der sich für den Schutz des Alpengebietes vor dem Transitverkehr einsetzt. Bis November 2024 trug der Verein den Namen Alpen-Initiative (rätoromanisch Iniziativa da las Alps). Die von ihm lancierte Eidgenössische Volksinitiative «zum Schutze des Alpengebietes vor dem Transitverkehr» (Alpen-Initiative) wurde am 20. Februar 1994 durch Volk und Stände angenommen.

## Verein
Pro Alps ist eine unabhängige Schweizer Umweltschutzorganisation, die sich für eine nachhaltige Verkehrspolitik einsetzt, um das einzigartige und ökologisch sensible Alpengebiet zu schützen und als Lebensraum zu erhalten. Der Verein Alpen-Initiative ist Mitglied der CIPRA sowie der Klima-Allianz Schweiz. Sein Sitz befindet sich in Brig, seine Geschäftsstelle jedoch in Altdorf. Aktueller Präsident des Vereins ist Nationalrat Jon Pult (SP), Vizepräsidentin ist Grossrätin Brigitte Wolf (Grüne). Die ehemaligen Initianten und langjährigen Präsidenten Fabio Pedrina und Andreas Weissen wurden zu Ehrenmitgliedern ernannt.

## Geschichte
Umweltschützer aus den Schweizer Bergregionen lancierten im Mai 1989 eine Volksinitiative, um den Alpenraum vor den negativen Auswirkungen des Transitverkehrs zu schützen. Nachdem die benötigten 100'000 Unterschriften gesammelt waren, wurde die Initiative am 11. Mai 1990 eingereicht und die Vorlage am 20. Februar 1994 – mit ablehnenden Abstimmungsempfehlungen von Regierung und Parlament – dem Schweizer Volk vorgelegt. Der für das Verkehrsdepartement zuständige Bundesrat Adolf Ogi warnte eindringlich vor der seines Erachtens nicht umsetzbaren Vorlage. Dennoch stimmten 52 Prozent der Schweizer Wahlberechtigten und eine deutliche Kantonsmehrheit diesem ersten Volksbegehren aus dem Alpenraum zu. Seither ist der Alpenschutz Bestandteil der Schweizerischen Bundesverfassung (Art. 84).
Der Alpenraum soll durch zwei Massnahmen vor den negativen Auswirkungen des Transitverkehrs geschützt werden: Die Verlagerung des Transitgüterverkehrs von der Strasse auf die Schiene und den Verzicht auf einen Ausbau der Kapazität der Transitstrassen.
Mit dem Alpenschutzartikel wurde eine neue Ausgangslage für die bereits von Bundesrat Ogi angestossene Verlagerungspolitik der Schweiz geschaffen. Laut Verfassung hätten nun Parlament und Regierung den vom Volk erteilten Verfassungsauftrag umsetzen sollen. So wurde 1999 das Verlagerungsgesetz für die Verlagerung von Gütern von der Strasse auf die Schiene verabschiedet. Im Dezember 2008 hat das Eidgenössische Parlament ein Nachfolgegesetz, das so genannte Güterverkehrsverlagerungsgesetz, verabschiedet. Darin wird unter anderem festgelegt, dass im Jahr 2011 nur noch 1 Million Lastwagen die Schweizer Alpen durchqueren dürfen und dass es 2017/2018 (nach der Eröffnung des Gotthard-Basistunnels) nur noch 650'000 sein dürfen. Hätten Bundesrat und Parlament die vom Volk angenommene Alpen-Initiative in ihrem ursprünglichen Sinn umgesetzt, hätte dieses Ziel bis im Jahre 2004 umgesetzt sein sollen. Das Verlagerungsziel ist auch heute noch nicht erreicht. 2023 wurden 916'000 Fahrten registriert.
Im Mai 2024 beschloss die Mitgliederversammlung der Alpen-Initiative den Namenswechsel von «Iniziativa da las Alps» zu «Pro Alps». Mit dem neuen Namen sollte dem erweiterten Themenspektrum und Wirkungsradius des Vereins, der nun über den alpenquerenden Güterverkehr hinausging, Rechnung getragen werden. Zudem sollte der neue Name ein selbsterklärendes und sprachübergreifend einheitliches Erscheinungsbild ermöglichen. Der neue Name stammt, wie bereits «Iniziativa da las Alps», aus dem Rätoromanischen. Dass er auch Englisch gelesen werden kann, passt zur internationalen Vernetzung und Aktivität des Vereins.

## Tätigkeiten
Als „Urheber“ des Alpenschutzartikels wacht Pro Alps über dessen Umsetzung und engagiert sich für eine alpenverträgliche Gestaltung der Schweizer Verkehrspolitik, in Bezug sowohl auf den Güter- als auch auf den Personenverkehr. Durch Überzeugungsarbeit bei politischen Entscheidungsträgerinnen und Entscheidungsträgern und Mitwirkung bei Vernehmlassungen setzt sich der Verein für förderliche Rahmenbedingungen für alpenverträglichen Verkehr ein. Zudem verschafft er dem Alpenschutz mit Sensibilisierungsarbeit sowie öffentlichkeitswirksamen Aktionen Gehör.
Zu den zentralen Themen, mit welchen sich Pro Alps befasst, gehört die Verlagerung des Güterverkehrs von der Strasse auf die Eisenbahn, die Leistungsabhängige Schwerverkehrsabgabe (LSVA), die Folgen des Verkehrs auf die Gesundheit, sowie eine nachhaltige Gestaltung des Personenverkehrs im Alpenraum. Des Weiteren entwickelte Pro Alps einen Massnahmenplan, um den Güterverkehr in der Schweiz bis 2035 klimaneutral zu gestalten.
Seit 2002 fordert der Verein, dass eine Alpentransitbörse eingeführt wird. Als marktwirtschaftliches Instrument, um den Güterverkehr von der Strasse auf die Schiene zu verlagern, ist sie mit den Grundsätzen der Europäischen Union konform. Eine Alpentransitbörse vom Typ cap-and-trade limitiert die alpenquerenden Lastwagen-Fahrten durch die Ausgabe von Transitrechten. Die ausgegebenen Transitrechte können auf dem Markt gehandelt werden, wobei die Nachfrage den Preis bestimmt. Im Güterverkehrsverlagerungsgesetz (GVVG) ist eine Alpentransitbörse bereits vorgesehen.
Um den Alpenraum erlebbar zu machen, bietet Pro Alps mehrtägige, begleitete Wanderungen an und vertreibt nachhaltige Produkte aus den bergen im Alpen-Shop. Jedes Jahr organisiert Pro Alps mit dem Feuer in den Alpen eine Mahnfeuer-Aktion für den Alpenschutz. Das Mitglieder-Magazin von Pro Alps trägt den Titel Echo und erscheint fünf Mal im Jahr.